# Садкув-Духовни
Садкув-Духовни (пол. Sadków Duchowny) — село в Польщі, у гміні Бельськ-Дужий Груєцького повіту Мазовецького воєводства.
Населення — 61 особа (2011).
У 1975-1998 роках село належало до Радомського воєводства.

## Демографія
Демографічна структура станом на 31 березня 2011 року:
|          | Загалом | Допрацездатний вік | Працездатний вік | Постпрацездатний вік |
| -------- | ------- | ------------------ | ---------------- | -------------------- |
| Чоловіки | 23      | 4                  | 16               | 3                    |
| Жінки    | 38      | 12                 | 18               | 8                    |
| Разом    | 61      | 16                 | 34               | 11                   |